# Bárcena de Ebro
Bárcena de Ebro es una localidad del municipio de Valderredible (Cantabria, España). Está localizada a 750 m s. n. m., y dista 20 km de la capital municipal, Polientes. En el año 2024 contaba con una población de 15 habitantes (INE).
Se trata del primer pueblo que encontramos según entramos en Valderredible por el noroeste, siguiendo la carretera CA-272 desde el puerto de Pozazal. El río Ebro se nutre en este sector de varios afluentes como el río Polla y el arroyo Ronero, y traza aquí un meandro que divide el núcleo de población en dos barrios: San Andrés en su margen izquierda y San Cristóbal en la derecha.
Sobre el término Bárcena existen distintas acepciones, siendo en todo caso un hidrotopónimo que viene aquí a significar el “lugar sobre el río Ebro”. Aparece documentado como Bárcena cerca del río Hocín en el Fuero de Cervatos del año 1250, como Barzena en el Becerro de las Behetrías de 1352 y ya con su actual nombre en las Ordenanzas del Concejo de 1695.
Bárcena ha sido históricamente, debido a su mencionada ubicación, un cruce de caminos y ríos que bien merece una parada para observar sus cuidadas casonas, la antigua torre fuerte con reminiscencias góticas (margen derecha del Ebro) o la iglesia parroquial de San Cristóbal, edificio del siglo XVI que contiene un interesante retablo del siglo XVIII y que da nombre al barrio situado en dicha margen. El barrio situado en la margen izquierda es el de San Andrés o también barrio de San Esteban por la existencia del Monasterio de San Esteban de Valderredible, actualmente desaparecido, pero se conservan restos de una necrópolis perteneciente a la iglesia de San Esteban. Este yacimiento arqueológico se sitúa en la margen izquierda del rio Ebro y pegado a las casas del pueblo donde han aparecido piedras con inscripciones y hasta un sepulcro que está en el Museo Arqueológico de Santander.
Pese a esta denominación tradicional, el ayuntamiento de Valderredible determinó en 2014 un cambio en la denominación tradicional de los barrios de esta localidad pasando a ser Barrio de San Cristóbal el ubicado en la orilla izquierda del Ebro y el de San Andrés el de la orilla derecha.
Además de la torre medieval, la casa palacio anexa, la iglesia parroquial de San Cristóbal, en lo alto de una colina en la margen izquierda del Ebro está la ermita de Nuestra Señora del Otero, edificación de estilo barroco y con una espadaña con una sola tronera.
La actividad económica, como en el resto de Valderredible, ha girado secularmente en torno a la ganadería y agricultura. En este tramo del Ebro, además, también se vivió de la pesca de truchas y anguilas, así como de la molienda de harina, pues no en vano estamos en plena zona de molinos. Precisamente es recomendable realizar la Senda fluvial de los Molinos del río Polla (SL-S 32), un circuito de apenas 9 km que recorre varios de estos ingenios hidráulicos entre Bárcena y Arcera (Valdeprado del Río). El camino natural del Ebro (GR 99) también depara agradables paseos: por un lado, la excursión hasta el bello pueblo de Loma Somera depara magníficas vistas y bosques de hayas y robles que alcanzan todo su esplendor en el vecino núcleo de Bustillo del Monte; por otro lado, se puede continuar aguas abajo del Ebro caminando junto al  bosque de ribera, con ocasionales revueltas por las que atravesamos los pueblos de Otero del Monte y Cubillo de Ebro hasta alcanzar Villanueva de la Nía.
La festividad local es La Virgen del Otero y se celebra el 8 de septiembre.

## Iglesia Parroquial de San Cristóbal
La Iglesia Parroquial de San Cristóbal fue construida a finales del siglo XVI  a orillas del rio Polla.
Destaca del templo la puerta del muro meridional que presenta un arco de medio punto con dovelaje doble que descansan sobre cimacios biselados.
En su interior alberga una pila bautismal de época romántica fechada a finales del siglo XII, principios del XIII.
La Iglesia de San Cristóbal ha pasado por varias reparaciones la última hace poco tiempo debido a que al estar a orillas del río sufre por la humedad y en épocas de crecida el altar se cubría de agua.